# Lobocla
Lobocla  (лат.) — род бабочек из семейства толстоголовок.

## Описание
Бабочки средних размеров. Размах крыльев 35—50 мм. Усики с заострённой оттянутой булавой. Верхняя сторона крыльев тёмно-коричневая. Передние крылья со светлой дискальной перевязью. Задние крылья без рисунка. Передние крылья самцов с костальным заворотом.

## Систематика
Род насчитывает 9 видов, распространенных в Азии. На территории России обитает 1 вид (Lobocla bifasciata).
- Lobocla bifasciata (Bremer & Grey, 1853)
- Lobocla contracta (Leech, 1893)
- Lobocla germana (Oberthür, 1886)
- Lobocla kodairai (Atkinson, 1871)
- Lobocla liliana (Atkinson, 1871)
- Lobocla nepos (Oberthür, 1886)
- Lobocla proxima (Leech, 1891)
- Lobocla quadripunctata X.L. Fan & M. Wang, 2004
- Lobocla simplex (Leech, 1891)